# 坪垭藏族乡
坪垭藏族乡是中华人民共和国甘肃省陇南市武都区下辖的一个民族乡。

## 行政区划
坪垭藏族乡下辖以下村级行政区划单位：
俄儿村、铧咀村、崇子山村、风和村、坪牙村、旧墩村、腰道村、赵杨坪村和鹿连村。